# Fernsehwoche
Die Fernsehwoche ist eine seit 1969 wöchentlich erscheinende deutsche Fernsehzeitschrift der Bauer Media Group. Chefredakteur der Zeitschrift mit Sitz in Hamburg ist Jan von Frenckell.

## Geschichte

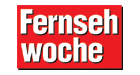
Altes Logo

Nachdem der Axel-Springer-Verlag 1967 die Funk Uhr als Billigtitel erworben hatte, übernahm der Heinrich-Bauer-Verlag im Herbst 1969 vom Verlag Ditzell & Co  aus Hannover die Programmzeitschrift  Fernsehtag, die überarbeitet und mit neuem Konzept in Fernsehwoche umbenannt wurde. Zunächst war das Verbreitungsgebiet der Zeitschrift überwiegend auf den norddeutschen Raum begrenzt, wurde dann aber im Januar 1970 auf das gesamte Bundesgebiet ausgeweitet.
Der Name Fernsehwoche war die Anleihe eines Titels, der 1957 vom Düsseldorfer Verleger Kurt Müller als TV Fernseh-Woche gegründet worden war. Die damals erste reine Fernsehzeitschrift hatte zwar rasch an Auflage gewonnen, konnte sich aber auf Dauer unter den Titeln der Großverlage nicht behaupten. 1961 kaufte der Bauer-Verlag die TV Fernseh-Woche und verschmolz den Titel mit der eigenen Programmzeitschrift Hören+Sehen zur heutigen tv Hören+Sehen. Es bot sich daher an, den verbliebenen Resttitel Fernseh-Woche für die neue Programmzeitschrift zu verwenden.
Anfangs verkaufte sich die Fernsehwoche eher schleppend, was wohl daran lag, dass das tägliche Fernsehprogramm fahrplanmäßig nach Anfangszeiten und eben nicht nach Senderspalten angeordnet war. Nach einer abermaligen Überarbeitung, bei der das gewöhnungsbedürftige Konzept aufgegeben wurde, konnte die Auflage bis Mitte der 1970er Jahre um 400 % auf 1,5 Millionen Exemplare gesteigert werden. 1975 erwarb der Bauer-Verlag vom Eider-Verlag aus Rendsburg die Fernsehzeitschrift Schalt ein/telestar (verkaufte Auflage 568.400) und fusionierte diese mit der Fernsehwoche. Anfang der 1980er Jahre gelang es der Fernsehwoche zeitweise die Auflage der Schwesterzeitschrift tv Hören+Sehen bei weitem zu überbieten. 1979 gab es eine Druckauflage von 2.953.000 Exemplaren.

## Inhalt
Die Zeitschrift trägt den Untertitel „Ihre Programm-Zeitschrift mit Herz“, weshalb neben jedem Rubrikenname ein Herz abgebildet ist und manche Filme mit einem Herz hervorgehoben sind. Neben dem Fernsehprogramm mit sechs Seiten pro Tag finden sich auf den 96 Seiten auch Interviews, Fernsehtipps, ein Lesersteckbrief, kurze wissenschaftliche Meldungen, Reportagen und Artikel und Tipps zu Haushalt, Gesundheit, Reise, Deko, Natur, Tiere, Geld und Recht. Abgerundet wird die Zeitschrift durch Rätsel und Rezepte.

## Leserschaft
60 Prozent der Leser sind weiblich. Der durchschnittliche Leser ist 61 Jahre alt und hat ein Haushaltsnettoeinkommen von 2555 Euro.